# نیو برگ
نیو برگ (به هلندی: Nieuwebrug) یک منطقهٔ مسکونی در هلند است که در اومن واقع شده‌است. نیو برگ ۱۰۴ نفر جمعیت دارد.